# Teoria de James-Lange
La Teoria de James-Lange es basa en la proposada per William James en un article publicat el 1884 dient que les experiències emocionals són causades principalment per canvis físics, refrendada pel psicòleg danès Carl Lange que va publicar una teoria similar al mateix temps, de manera que es va conèixer com la "teoria de James-Lange". Aquesta teoria afirma: "Quan el cos produeix canvis fisiològics (experiències fisiològiques), sentim aquests canvis, que és l'emoció ".
Hi ha qui creu que les emocions motiven l'acció, que plorem perquè estem tristos i fugim perquè tenim por. La teoria de James-Lange dóna la interpretació oposada: l'estimulació desencadena l'activitat en el sistema nerviós autònom, donant lloc a canvis en l'estat fisiològic, i les respostes fisiològiques condueixen a emocions.

## Suport
Alguns experiments donen suport a aquesta teoria a través de la hipòtesi de retroalimentació facial, com ara manipular artificialment l'expressió del subjecte per demanar-li que mossegui un bolígraf o utilitzar els seus llavis per evitar que el bolígraf caigui. El primer se sentirà més agradable, perquè mossegar la ploma fa que la gent sembli "riure". Al contrari, a aquests últims se'ls demana que tanquin la boca i mostrin emocions relatives..Aquests experiments també s'utilitzen en teràpies com la risoteràpia i la dansa.

## Crítica
Al voltant de 1953, la teoria de James-Lange va ser abandonada per la psicologia dominant. Els crítics argumenten que molts dels canvis físics que James enumera són respostes d'estrès biològic general i que aquestes respostes no tenen una correspondència un a un amb diferents emocions. Altres crítics suggereixen que les emocions poden ocórrer més ràpidament que els canvis físics. Només es necessita 1/10 de segon perquè la gent se senti enfadada, però el sistema nerviós triga un segon complet a disparar les glàndules i alliberar hormones al torrent sanguini. Per tant, les respostes biològiques només reforcen els sentiments, no els creen.